# Première circonscription de la préfecture de Nagasaki
La première circonscription de la préfecture de Nagasaki (長崎県第1区, Nagasaki-ken dai-ikku) est l'une des trois circonscriptions législatives que compte la préfecture de Nagasaki au Japon.

## Description géographique
Entre 1994 et 2013, la première circonscription de la préfecture de Nagasaki regroupait la ville de Nagasaki et une partie du district de Nishisonogi comprenant les bourgs de Kōyagi (ja), Iōjima, Takashima, Nomozaki et Sanwa.
Entre 2013 et 2022, elle comprenait la majeure partie de la ville de Nagasaki,. Depuis 2022, elle comprend la ville dans son entier.

## Députés
| Législature | Début de mandat | Fin de mandat | Député élu             | Parti politique | Parti politique |
| ----------- | --------------- | ------------- | ---------------------- | --------------- | --------------- |
| 41e         | 1996            | 1998          | Takeo Nishioka (ja)    |                 | Shinshintō      |
| 41e         | 1998            | 2000          | Masakazu Kuranari (ja) |                 | PLD             |
| 42e         | 2000            | 2003          | Yoshiaki Takaki        |                 | PDJ             |
| 43e         | 2003            | 2005          | Yoshiaki Takaki        |                 | PDJ             |
| 44e         | 2005            | 2009          | Yoshiaki Takaki        |                 | PDJ             |
| 45e         | 2009            | 2012          | Yoshiaki Takaki        |                 | PDJ             |
| 46e         | 2012            | 2014          | Tsutomu Tomioka (ja)   |                 | PLD             |
| 47e         | 2014            | 2017          | Tsutomu Tomioka (ja)   |                 | PLD             |
| 48e         | 2017            | 2021          | Hideko Nishioka        |                 | PE              |
| 49e         | 2021            | 2024          | Hideko Nishioka        |                 | PDP             |
| 50e         | 2024            | -             | Hideko Nishioka        |                 | PDP             |